# Pavel Alikin
Pavel Pavlovič Alikin (in russo Павел Павлович Аликин?; Perm', 6 marzo 1984) è un ex calciatore russo, di ruolo difensore.

## Carriera
Ha giocato nella massima serie russa con l'Ufa, dove in sei stagioni ha collezionato 118 presenze e sei reti.